# Charles William Barkley
Pour les articles homonymes, voir Barkley.
Charles William Barkley (né en 1759, mort le 16 mai 1832) est un capitaine de navire, un explorateur et un commerçant de fourrures. 

## Biographie
Charles William Barkley, fils de Charles Barkley, est né dans le Hertford au Royaume-Uni en 1759. À l’âge de 11 ans, Barkley part déjà en mer avec son père, le commandant du navire Pacific qui appartient alors à l’East India Company. Son père se noie alors qu’il est encore jeune mais il continue à travailler pour la même compagnie où il grimpe rapidement les échelons.
Il se marie en 1786 et quitte alors rapidement son travail à l’East India Company. Il devient alors le commandant du Loundon, un navire qui devait se rendre le long des côtes du Nord-Ouest Pacifique. Le navire est rebaptisé Imperial Eagle et réenregistré en tant que navire autrichien en vue d’éviter le paiement de taxes à l’East India Company. Cette compagnie britannique possède à l’époque un monopole dans le Pacifique et toutes les sociétés britanniques se devaient de la payer pour pouvoir commercer dans l’océan Pacifique. D’autres marins utilisent le même stratagème comme John Meares, qui navigue sous pavillon portugais pour la même raison.

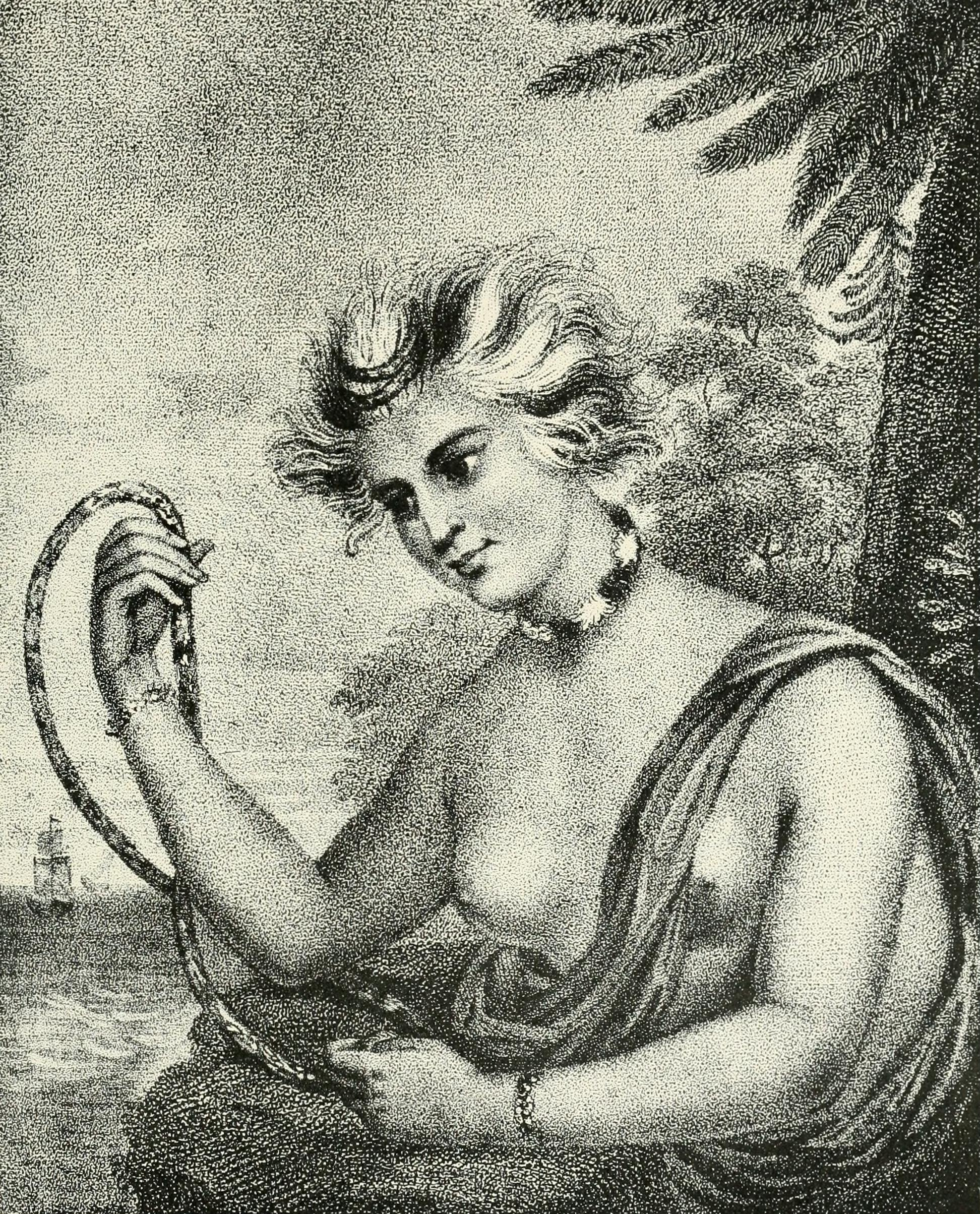
Wynee, première native des Îles Hawaïennes à avoir voyagé à bord d'un navire européen, l¹Imperial Eagle, où elle est engagée comme domestique au service de la femme de Barkley.

Barckley et sa femme Frances Barkley partent pour le Pacifique en passant par le cap Horn le 24 novembre 1786. Ils font alors un arrêt aux îles Hawaï. Ils y embarquent un serveur dénommé Winée qui devient le premier Hawaïen de souche à atteindre la Colombie-Britannique. Le navire arrive dans la baie de Nootka à l’ouest de l’île de Vancouver en juin 1787. Avec ses 400 tonnes, il s’agissait du plus gros navire à être entré dans le port de la baie. Barkley y reste environ un mois. Il y achète environ 700 fourrures de qualité et beaucoup d’autres de qualité inférieure. Il se dirige ensuite vers le sud vers le détroit de Juan de Fuca et il explore cette région en donnant des noms à de nombreux sites comme la baie Barkley Sound, le chenal Loudoun Channel, le cap Beale et le chenal Imperial Eagle Channel. En l’honneur du chef amérindien Wickaninnish, Barckley nomme la Wickinninish Sound, celle-ci a depuis été renommée en Clayoquot Sound. C’est lui qui redécouvre le détroit précédemment décrit par Juan de Fuca et en hommage il le renomme détroit de Juan de Fuca. En juillet 1787, son navire est la première embarcation non amérindienne à entrer dans la Neah Bay. 
John Meares, à bord du Feliz Aventureira, s’y arrête en juin 1788 et Charles Duncan, à bord du Princess Royal, y passe en août 1788. Robert Gray, à bord du Lady Washington, y entre en avril 1789 tandis que José María Narváez y entre en juillet 1789 à bord du Santa Gertrudis la Magna. Cette baie deviendra un important poste pour le commerce des fourrures.
Après que six membres de son équipage se sont fait tuer par des Amérindiens le 24 juillet 1787 près de l’embouchure du fleuve Hoh, Barkley se décide à partir jusque Guangzhou (Canton) en Chine, pour y vendre ses fourrures. Il arrive à Macao en décembre 1787. Son voyage résultera en un bénéfice de £10,000. Barkley donnera le nom de Destruction River au cours d’eau aujourd’hui dénommé Hoh River à la suite de la tuerie de certains membres de son équipage. Aujourd’hui, l’île Destruction (Destruction Island) porte encore ce nom.
Après la Chine, il se rend à Maurice où il apprend que l’East India Company entame une action contre les propriétaires de l’Imperial Eagle pour avoir commercé sans permis. Les propriétaires, dont John Meares, décident de revendre le navire pour éviter les problèmes juridiques et rompent le contrat de Barkley.
Charles et Frances Barkley restent plus d’un an à Maurice où ils ont un enfant. Ils partent alors vers Calcutta en Inde où le navire Imperial Eagle est confisqué. Barkley touchera 5 000 £ en dommage et intérêt pour rupture de contrat avant terme. Meares reprend en parallèle possession du journal de bord du navire. Frances Barkley écrira plus tard que Meares s’est ensuite arrogé les découvertes de son homme.
Barkley terminera sa carrière dans la marine commerciale en tant que capitaine. Il commandera le Princess Frederica avec lequel il partira dans l’océan Indien en 1791. Il retournera dans la Nord-Ouest Pacifique à bord de l’Halcyon. Peu de choses sont connues à propos de ses dernières années. Elles ne furent probablement pas prospères. Il décédera à l’âge de 73 ans.

## Héritage
- La baie Barkley Sound à l’ouest de l’île de Vancouver porte son nom.